# Петер Сијарто
Петер Сијарто (енгл. Péter Szijjártó; Комаром, 30. октобар 1978) мађарски је политичар. Од 2014. обавља функцију министра спољних послова. Члан је странке Фидес.
У јуну 2021. одликован је Орденом српске заставе. У децембру исте године одликован је и Орденом пријатељства од стране министра спољних послова Русије Сергеја Лаврова, поставши тек други западни министар спољних послова ком је овај Орден додељен после државног секретара САД Рекса Тилерсона, који у то време још није био постављен на функцију.

## Биографија
Рођен је 30. октобра 1978. у Комарому. Након пола године проведене у Сједињеним Америчким Државама, вратио се у Ђер како би завршио средње образовање. Дипломирао је на Универзитету Корвин.